# Celia Flores
Celia Esteve Flores (Madrid, 30 de mayo de 1981) es una cantante española.

## Biografía
Hija menor de la actriz y cantante Marisol (Pepa Flores) y del bailarín Antonio Gades, su hermana María Esteve es actriz y su hermana Tamara Esteve es psicóloga. Tiene un hijo fruto de su relación con el cantaor flamenco jerezano Manuel de la Curra (Manuel Chacón Carrasco).
Pronto decidió dedicarse a la música, formando parte de la Compañía de Antonio Gades como cantante. En el año 2006 se lanzó al mercado musical con su primer trabajo de estudio (Celia Flores) de la mano del productor y compositor Paco Ortega. Unos años más tarde, en 2012, vería la luz su trabajo En una calle blanca. En 2016 presenta su tercer trabajo 20 años de Marisol a Pepa Flores, que en homenaje a su madre interpreta algunas de sus canciones más conocidas.

## Discografía
- Celia Flores (Dulcimer Songs, 2006):

- En una calle blanca (Kankana, 2012):

- 20 años de Marisol a Pepa Flores (Dulcimer Songs, 2016)